# Klub kawalerów
Klub kawalerów – polska komedia muzyczna z 1962 w reżyserii Jerzego Zarzyckiego na podstawie sztuki Michała Bałuckiego.

## Główne role
- Kazimierz Brusikiewicz – Motyliński
- Jan Kobuszewski – Nieśmiałowski
- Wacław Kowalski – Stanisław Wygodnicki
- Andrzej May – Władysław
- Bronisław Pawlik – Jan Piorunowicz
- Tadeusz Surowa – Sobieniewski, prezes klubu
- Barbara Drapińska – Mirska
- Irena Kwiatkowska – swatka Dziurdziulińska
- Lidia Korsakówna – Jadwiga, żona Piorunowicza
- Pola Raksa – Marynia